# Kim Ga-jin
Kim Ga-jin (hangeul : 김가진, hanja : 金嘉鎭, 5 septembre 1855 - 4 juillet 1923) est un homme politique et diplomate coréen pendant la domination japonaise de la Corée. Partisan de l'indépendance coréenne, il participe au mouvement du 1er mars en 1919 et fuit à Shanghai pour continuer la lutte.

## Biographie
Kim est le fils de Kim Ung-gyun, membre du clan des Kim d'Andong et ministre Yejo. Sa mère est une concubine kisaeng. Il commence sa carrière comme Chamseogwan de la Bibliothèque royale. En 1886, il réussit l'examen littéraire du Gwageo. Le 16 mai 1887 (calendrier lunaire), il est nommé ministre envoyé à Tokyo, puis revient en Corée le 21 septembre 1891 (calendrier lunaire).
Kim est un grand partisan de la réforme et tente d'évincer le clan Yeoheung Min (en) du pouvoir et de porter Daewongun à la tête. Daewongun veut également employer Kim dans le nouveau gouvernement en tant que membre de la fraction progressiste. Il est nommé ministre de l'Agriculture, de l'Industrie et du Commerce le 1er avril 1895 (calendrier lunaire), poste dont il démissionne le 17 août 1895 (calendrier lunaire),. En août 1895, il est nommé membre de 1ère classe de Junchuwon. Le 27 août 1895, il est nommé envoyé coréen au Japon, poste dont il démissionne le 1er février 1896. Il redevient membre de 1ère classe du Junchuwon. En juillet 1896, il rejoint le nouveau Club de l'indépendance.
Kim occupe divers postes dans l'empire coréen tels que celui de président du Jungchuwon et de fonctionnaire spécial du Gungnaebu. Il montre sa désapprobation à la signature du traité d'Eulsa en 1905 qui fait de la Corée un protectorat japonais. Le 8 mai 1906, il est rétrogradé au rang d'observateur de la province du Chungcheong du Sud. Pour repousser la colonisation japonaise, il devient président des organisations Daehan. En 1907, il est nommé Gyujanggak Jaehak et se retire de la fonction publique la même année.
Après l'annexion de la Corée en 1910, Kim est anobli au titre de baron. Lors du mouvement du 1er mars 1919, il participe en tant que représentant de la Corée. Après cet épisode, il devient président du Daedongdan. Le 19 octobre 1919, il s'enfuit à Shanghai en train avec Yi Jong-uk, un agent du gouvernement provisoire de la république de Corée à Séoul. Il est déguisé en homme de la campagne durant le trajet. Son exil aide le Daedongdan à agir depuis Shanghai. Après la dissolution de l'organisation, il rejoint le gouvernement provisoire de la République de Corée. Il meurt à Shanghai le 4 juillet 1923.

## Distinctions
Empire coréen
- Ordre des Huit Trigrammes (2e classe), le 11 avril 1905[23]